# Castello di Carnasserie
Il castello di Carnasserie è un castello parzialmente in rovina della Scozia.

## Storia

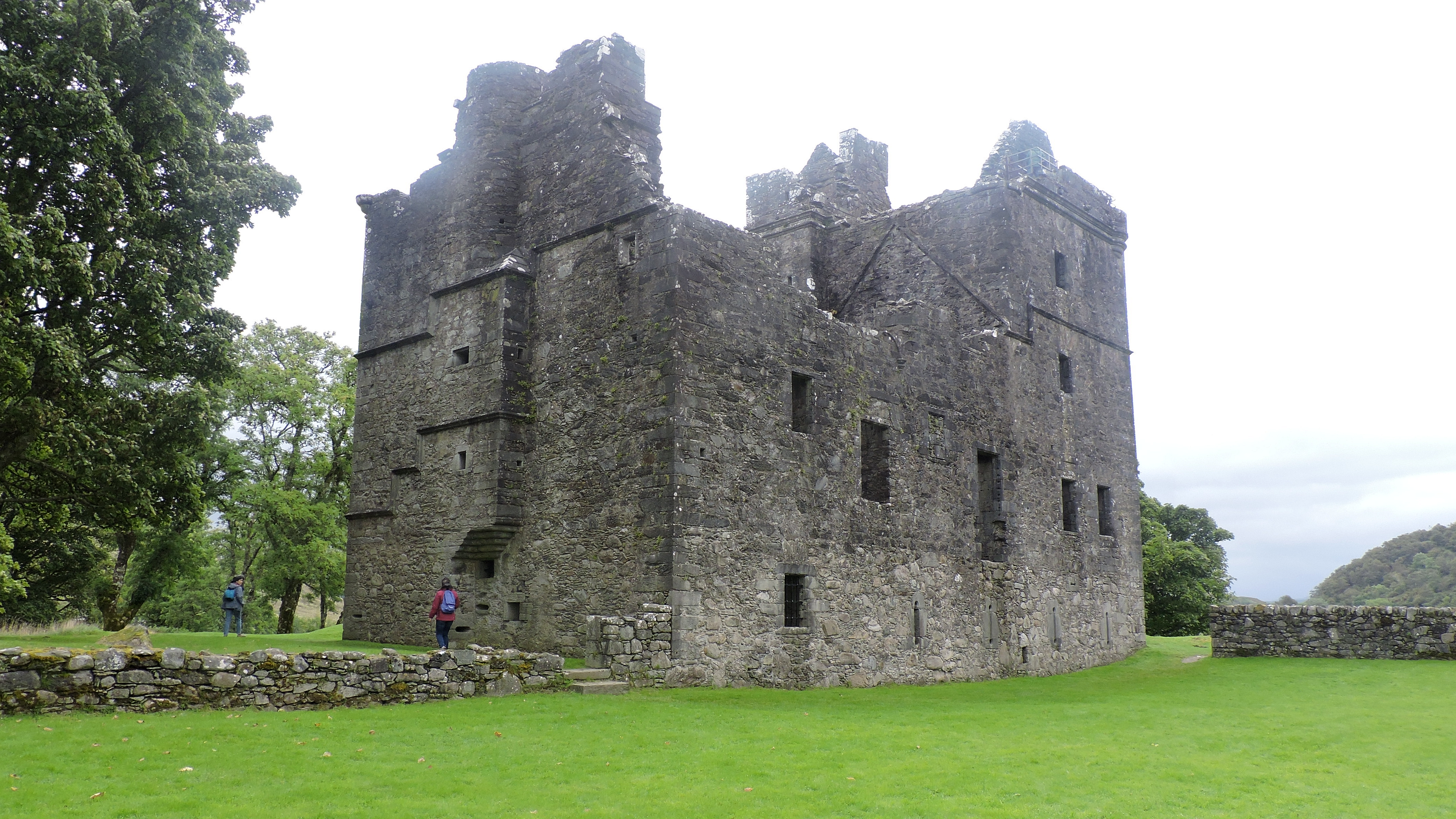
Visto d'insieme

Il castello fu costruito dal religioso anglicano John Carswell, che fu rettore di Kilmartin, cancelliere della cappella reale di Stirling e più tardi Vescovo delle Isole (Bishop of the Isles), una carica religiosa con giurisdizione sulle Ebridi e sull'isola di Man. Carswell fu autore del primo libro a stampa scritto in Gaelico scozzese, una traduzione dell'opera di John Knox Book of Common Order. I lavori di costruzione iniziarono nel 1565 ad opera di maestranze che provenivano da Stirling.
Alla morte di Carswell, avvenuta nel 1572, il castello passò al conte di Argyll e venne poi venduto nel 1643 a Sir Dugald Campbell, terzo Baronetto di Auchinbreck. Il suo successore, Duncan Campbell, fu una delle poche personalità del tempo che appoggiarono attivamente la ribellione dell'Argyll (Argyll's Rising), una sollevazione avvenuta nel 1685 contro Giacomo II d'Inghilterra. La repressione armata che seguì la sollevazione devastò oltre che il castello anche vaste aree dell'Argyllshire e Duncan Campbell, nonostante avesse recuperato le sue proprietà fondiarie nel 1689, si trovò finanziariamente rovinato. Nel 1690 presentò una formale protesta al Parlamento, attestando che gli uomini del clan Maclean gli avevano incendiato il castello di Carnasserie, rubato 2.000 bovini e ucciso lo zio, Alexander Campbell di Strondour. Per quanto le mura esterne del castello non avessero subito danni irreparabili, l'edificio non fu mai più ricostruito e la famiglia Auchinbrecks fece bancarotta. Nel XIX secolo, la tenuta fu venduta ai Malcolms of Poltalloch, proprietari anche del vicino Duntrune Castle. Oggi il castello di Carnasserie e il terreno circostante sono tutelati come scheduled monument. Il castello viene gestito da Historic Environment Scotland ed è aperto al pubblico.

## Architettura

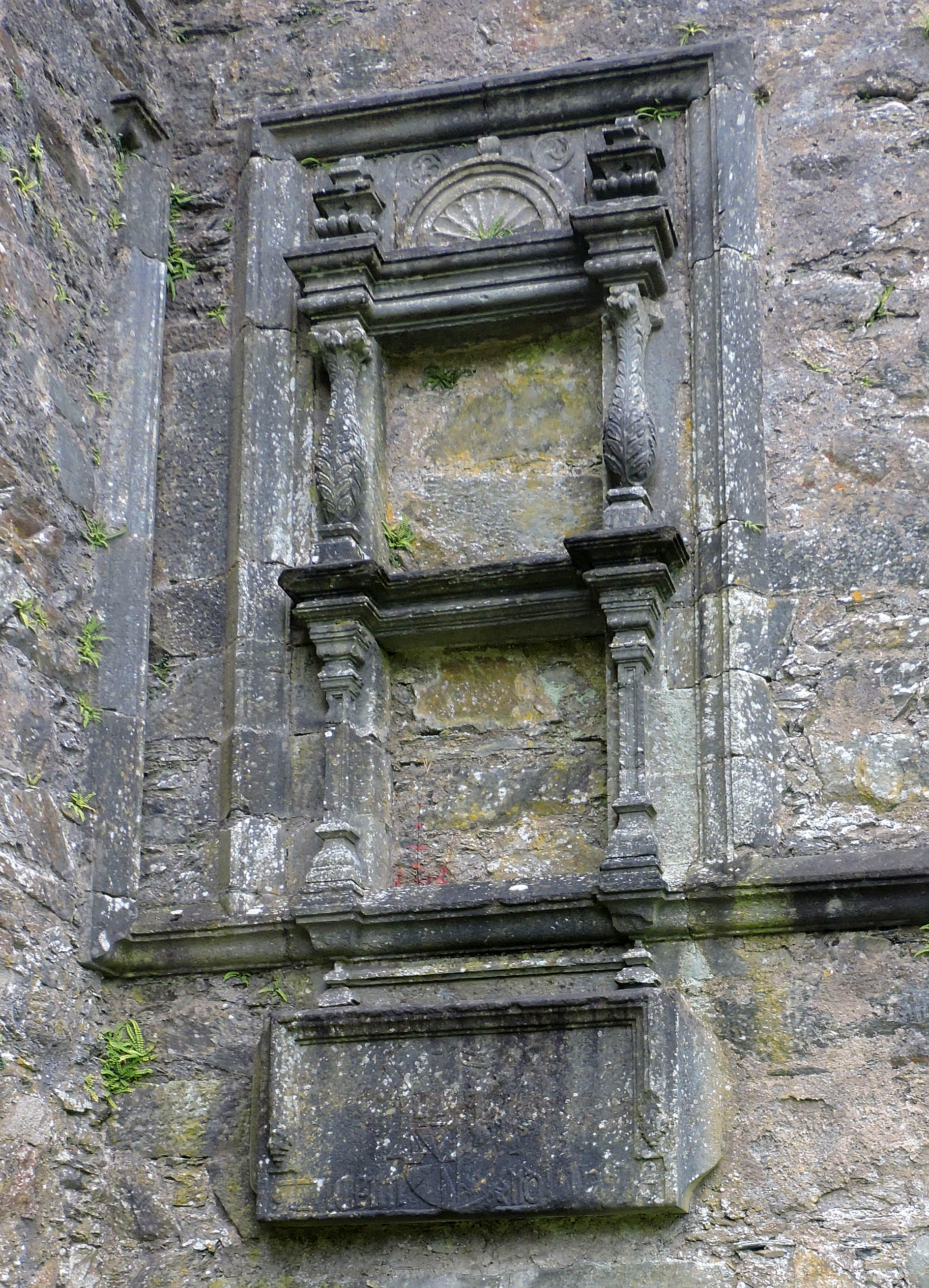
Elementi decorativi con lo stemma gentilizio

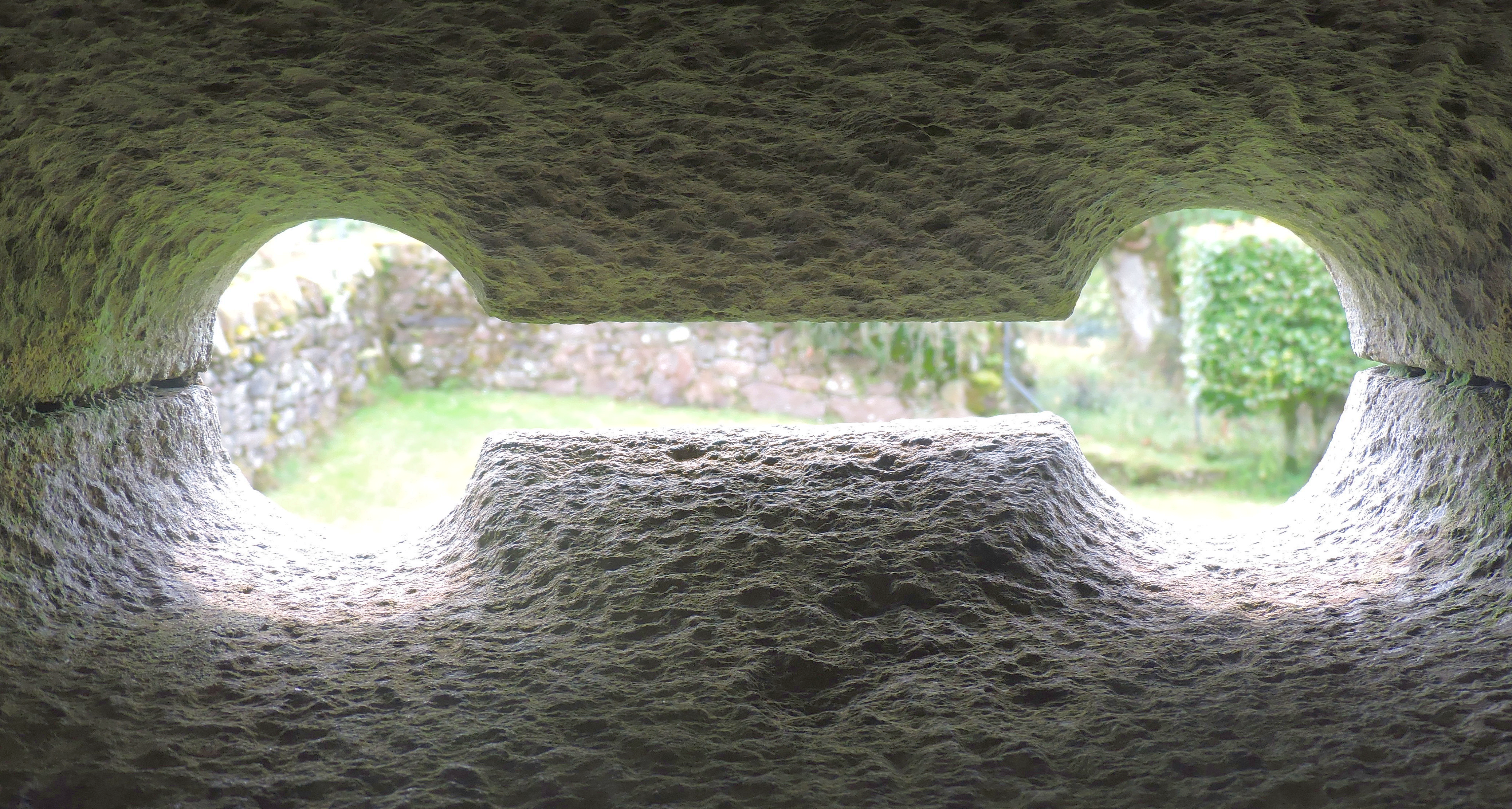
Una feritoia vista dall'interno

Il castello di Carnasserie dopo la sua costruzione è stato solo leggermente modificato, in particolare verso la fine del XVII secolo, e offre quindi un esempio piuttosto rappresentativo dell'architettura del XVI secolo. Nonostante la sua vicinanza all'estremità del Kilmartin Glen, un punto di passaggio di una certa importanza strategica, l'edificio venne concepito più come residenza domestica che come struttura ad uso militare.
Il castello comprende una casa torre di cinque piani e un grande salone e nel suo insieme offriva un alloggio confortevole per gli standard dell'epoca. Al piano terreno ci sono i resti delle cantine e di una cucina con un ampio camino. Al di sopra si trova un grande salone connesso con un saloncino anch'esso dotato di un grande camino con decorazioni in pietra finemente intagliata. Una ampia scalinata sale dall'entrata al salone, mentre una scala di dimensioni minori permette di raggiungere il camminamento che percorre su tre lati la parte sommitale della casa torre. Nella parte alta dell'edificio, sopra al salone, si trovavano probabilmente le camere da letto per il proprietari e la sua famiglia.
Dall'esterno è possibile scorgere numerose feritoie a doppio buco di serratura ("double keyhole"), oltre che alcuni elementi decorativi come bande orizzontali e mensole. Sopra l'ingresso si trovano pannelli lisci incorniciati da supporti in pietra intagliata e lo stemma del quinto conte di Argyll con il motto gaelico DIA LE UA NDUIBHNE ("Dio è con O'Duine"), riferito agli antenati semi-leggendari del Clan Campbell..